# Gérard Rousselot
Pour les articles homonymes, voir Rousselot.
 (septembre 2008).
Si vous disposez d'ouvrages ou d'articles de référence ou si vous connaissez des sites web de qualité traitant du thème abordé ici, merci de compléter l'article en donnant les références utiles à sa vérifiabilité et en les liant à la section « Notes et références ».
Gérard Rousselot, né le 30 septembre 1941 à Saint-Martin-Labouval (Lot) et mort le 21 mars 2006 à Nancy, est un dirigeant de football français.
Il fut le président de l'AS Nancy Lorraine de 1979 à 1987, le vice-président de la Fédération française de football et ancien président de la Commission nationale mixte de sécurité.
En marge de son implication dans le monde du ballon rond, il dirigea la maison d'enfant de Clairjoie installé dans le château du comte de Frawenberg à Bouxières-aux-Dames non loin de Nancy sous la tutelle de la DASS.

## Biographie
- professeur de mathématiques.
- Conseiller municipal de Nancy de 1969 à 1977.
- Directeur de la Maison d'enfants de Clairjoie.
- Membre du conseil fédéral de la FFF depuis 1992 à 2006.
- Vice-président de la FFF de 1995 à 2000.
- Secrétaire général de la Ligue Nationale de Football de 1991 à 1995.
- Président de la Commission Nationale Mixte de Sécurité de 1994 à 2005.
- Médailles d'or (1987) et d'argent (1981) de la F.F.F.
- Membre du comité d'Organisation de la Coupe du monde 1998.